# Kuolimo
Le Kuolimo (finnois : Kuolimo) est un lac à Mikkeli et Savitaipale en Finlande,.

## Géographie
Il a une superficie de 79,1 kilomètres carrés et une altitude de 77 mètres.